# Walbeck, Börde
Walbeck (Landkreis Börde) este o comună din landul Saxonia-Anhalt, Germania.